# Ramedia pauperata
Ramedia pauperata är en insektsart som beskrevs av Creão-duarte och Albino Morimasa Sakakibara 1989. Ramedia pauperata ingår i släktet Ramedia och familjen hornstritar. Inga underarter finns listade i Catalogue of Life.